# St. Georg (Nabburg)

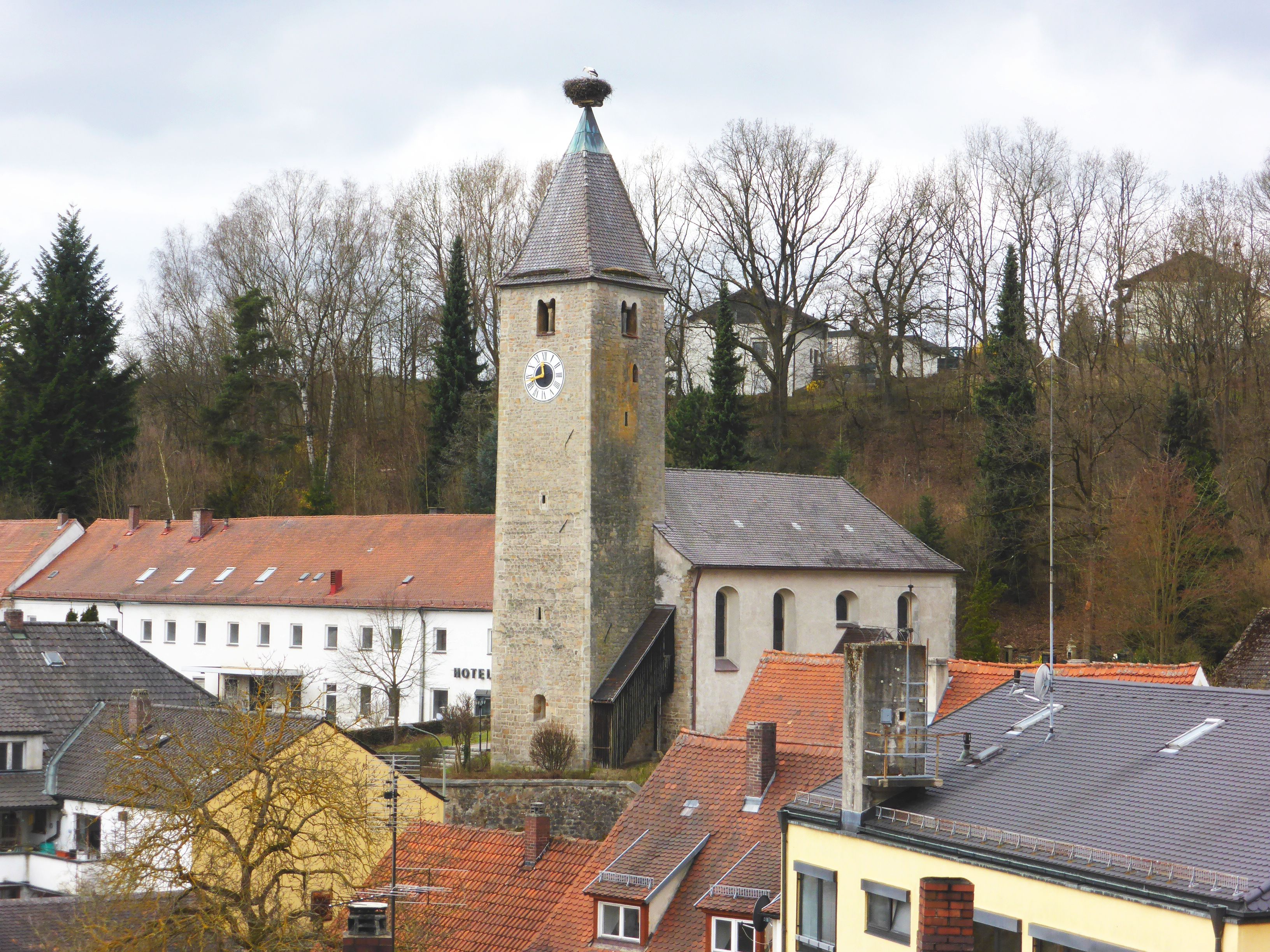
St. Georg in Nabburg

Die römisch-katholische, denkmalgeschützte Friedhofskapelle St. Georg steht in der südwestlichen Vorstadt von Nabburg, einer Stadt im Landkreis Schwandorf der Oberpfalz. Die Kirche gehört zum Bistum Regensburg. Das Bauwerk ist unter der Denkmalnummer D-3-76-144-65 als Baudenkmal in die Bayerische Denkmalliste eingetragen.

## Beschreibung
Vom romanischen Vorgängerbau ist nur noch im Osten des im 18. Jahrhundert errichteten Langhauses der mit einem Pyramidendach bedeckte Chorturm aus Bruchsteinen erhalten, mit der Sakristei im Erdgeschoss. Im obersten Geschoss  befindet sich der Glockenstuhl hinter den als Biforien gestalteten Klangarkaden. Der Innenraum des Langhauses ist mit einer Flachdecke überspannt. Zur Kirchenausstattung gehört ein in der Zeit des Rokoko entstandener, von Säulen flankierter Altar mit einem sehenswerten Antependium, auf dessen Altarretabel der heilige Georg dargestellt ist. Die Predella und der Tabernakel wurden erst später hinzugefügt. Im Altarauszug ist der heilige Laurentius zu sehen. An der westlichen Langhauswand befinden sich Epitaphien aus dem 16.–19. Jahrhundert.